# باستان‌گرایی
باستان‌گرایی یا آرکاییزم یکی از آرایه‌های ادبی است. شاید پس از وزن و قافیه، معروفترین و پرتاثیرترین راه‌های تشخص دادن ِ زبان کاربرد آرکائیک زبان باشد، یعنی استعمال الفاظی که در زبان روزمره و عادی به کار نمی‌روند. این‌که زبان شعر همیشه زبانی ممتاز از زبان کوچه و بازار بوده است، یکی از علل آن همین اصل باستان‌گرایی است. احیای واژه‌هایی که در دسترس عامه نیست سبب تشخص زبان می‌شود. همچنین اگر ساخت نحوی کهنهٔ زبان، جانشین ساخت نحوی معمولی و روزمره شود خود از عوامل تشخص زبان است. بنابراین باستان‌گرایی را در دو شاخه می‌توان مورد مطالعه قرار داد:
- باستان‌گرایی واژگانی
- باستان‌گرایی نحوی